# Timbro
 (mai 2012).
Si vous disposez d'ouvrages ou d'articles de référence ou si vous connaissez des sites web de qualité traitant du thème abordé ici, merci de compléter l'article en donnant les références utiles à sa vérifiabilité et en les liant à la section « Notes et références ».
Timbro est un think tank libéral/libertarien et en faveur du libre marché basé à Stockholm en Suède, qui œuvre pour influencer la législation et l'opinion publique. Leurs études et leurs analyses sont focalisées sur le noyau de valeurs de liberté individuelle, de liberté économique, une société ouverte et la réduction au minimum des interventions de l'État.
Il exerce une grand influence sur la politique de l’État. Nombre de membres du gouvernement et des cabinets ministériels sont issus de ses rangs.